# Okres Svídnice
Okres Svídnice (Świdnica; polsky Powiat świdnicki) je okres v polském Dolnoslezském vojvodství. Rozlohu má 742,89 km² a v roce 2020 zde žilo 156 015 obyvatel. Sídlem správy okresu je město Svídnice.

## Gminy
Městská:
- Svídnice
- Świebodzice

Městsko-vesnická:
- Jaworzyna Śląska
- Strzegom
- Żarów

Vesnické:
- Dobromierz
- Marcinowice
- Svídnice

## Města
- Jaworzyna Śląska
- Strzegom
- Svídnice
- Świebodzice
- Żarów

## Sousední okresy
| Růžice kompasu | Jawor    | Środa Śląska   | Vratislav   | Růžice kompasu |
| Růžice kompasu | Jawor    | Sever          | Vratislav   | Růžice kompasu |
| Růžice kompasu | Jawor    | Okres Svídnice | Vratislav   | Růžice kompasu |
| Růžice kompasu | Jawor    | Jih            | Vratislav   | Růžice kompasu |
| Růžice kompasu | Valbřich | Kladsko        | Dzierżoniów | Růžice kompasu |